# 蒙古國經濟

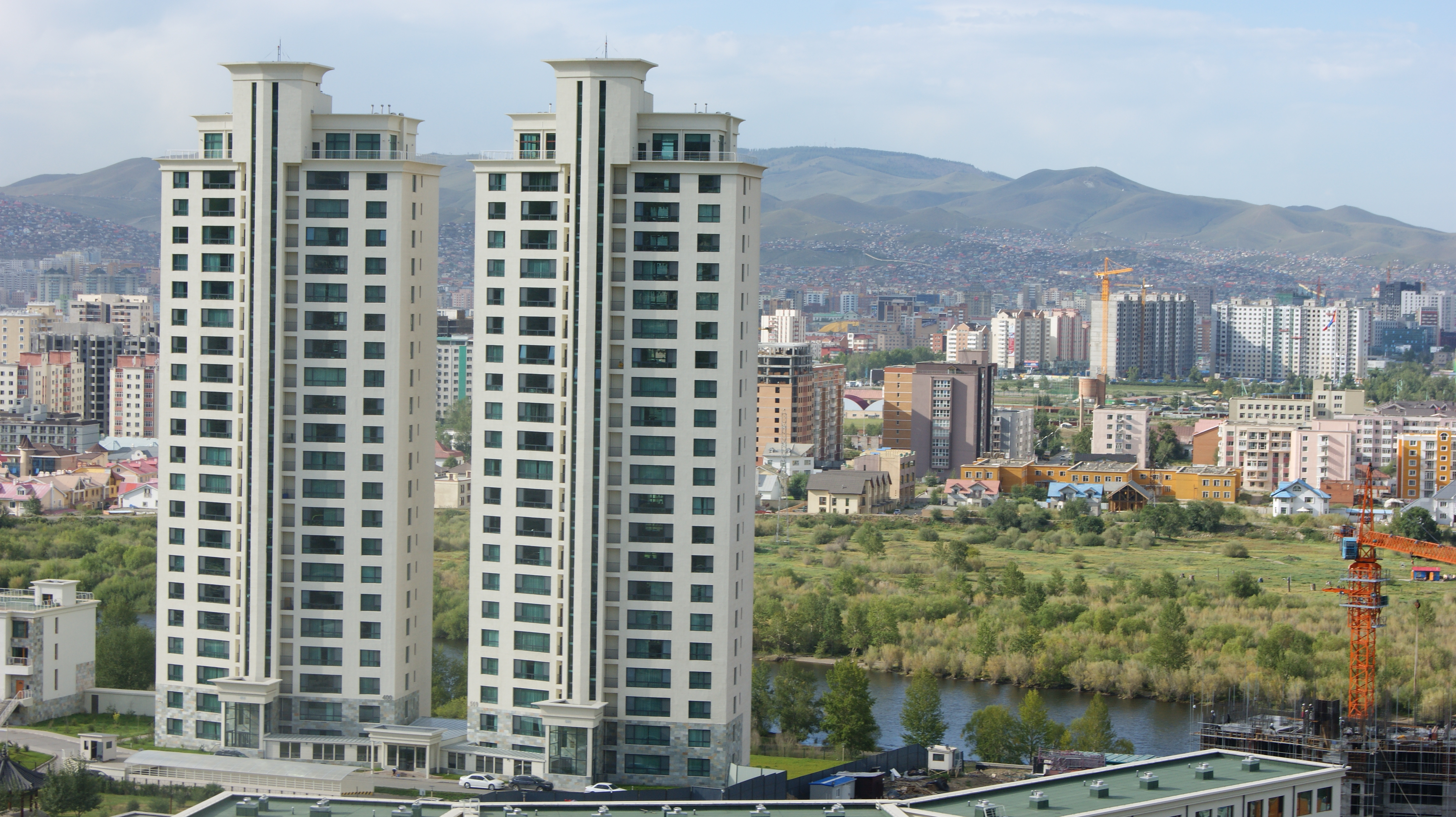
乌兰巴托一景

蒙古國經濟傳統上以農林業和畜牧業為基礎。蒙古國礦產資源豐富，銅、煤、鉬、錫、鎢、黃金等礦物生產佔蒙古國經濟的很大比例。由於蒙古經濟高度依賴蘇聯援助，在蘇聯解體時，蒙古經濟在一夜之間幾乎萎縮三分之一，之後不穩的政局也影響了改革進程。直到1997年，蒙古經濟才有所恢復。然而在1998年和1999年，由於亞洲金融危機的影響，蒙古國的財政收入和出口陷入崩潰。1999年，俄羅斯暫停出口石油也給蒙古經濟帶來打擊。1997年，蒙古加入世界貿易組織。近年來由於礦業發展，蒙古經濟快速增長。2013年，蒙古的GDP增長率達11.7%。但這一經濟增長主要歸因出口，而中國經濟減速導致的全球礦業停滯也影響了蒙古經濟。

## 外蒙古經濟沿革

### 蒙古人民共和國成立之前經濟模式
1924年蒙古人民共和國成立以前以游牧粗放為主要產業，當時從事牧業人口占全國的90%，三分之二的生活所需也是來自畜牧產品。

### 經濟改革
1924年後，蒙古人民共和國無論是在政治或經濟上都學習蘇聯的作法，而蘇聯也時常給予他們各方面的協助，使蒙古國奠立了良好的工業與現代經濟的基礎。而為了經濟轉型，蒙古國在經濟上面制定了新的政策，像是將封建經濟轉變為社會主義經濟、廢除私有財產以及實施統制經濟等。
雖然蒙古國實施新經濟政策初期，經濟蓬勃發展了一段時間，但極權統治限縮了經濟的發展，再加上國內工業是以重工業為主，嚴重缺乏紡織、日用品等民生工業，導致民生需求不能被滿足，而為了改善上述問題，蒙古國決定實施「經濟改革」。
1986年5月蒙共十九次代表大會提出了中央集權的政治體制下如何促進經濟發展的假設；1987年6月蒙共十九屆三中全會專門討論提高生產效益與質量，改善人民經濟體制的基本任務；1988年蒙古共和國正式實行經濟改革，而到了1989年更是全面性展開。

### 社會總產值
因為經濟改革，蒙古共和國的農業從1940年占社會總產值的64%，到1960年變成19.7%，而1990年全面改革後更是只剩15.7%。相反地，工業則是從原本1940年的12.7%到1990年躍升到49%，由此可見蒙古國實施經濟改革之張力。

### 國民所得
隨著社會總產值不斷往上升，蒙古人民共和國國民所得也不斷提升。從1980年的49.4億圖格里克到1990年升為81.5意圖格里克，從這短短十年60%的成長幅度，不難發現蒙古人民共和國經濟的快速進步。

## 財政制度變革

### 財產私有化
為了真正讓市場自由化，蒙古人民共和國決定廢除中央計劃經濟，並於1991年5月通過「私有化法」，為此訂下有根據的法律。另外為了補充私有化法之不足，蒙古人民共和國政府也加訂了「所有權法」、「公司法」、「土地法」等。

### 金融制度改革
一個國家的金融機構與經濟發展息息相關，而改革以前蒙古國唯一的銀行─蒙古銀行，其兼具中央銀行與商業銀行的功能，並管理所有通貨。在改革之後除了有商業銀行陸續成立，同時也制定了「銀行組織法」、「蒙古銀行法」、「破產法」等。

## 外部連結
- （英文） （蒙古語） Official site of the Ministry of Finance
- （英文） （蒙古語） Official government site of the Bank of Mongolia - the central bank （页面存档备份，存于）
- Mongolia （页面存档备份，存于） CIA世界概況